# Super Bock

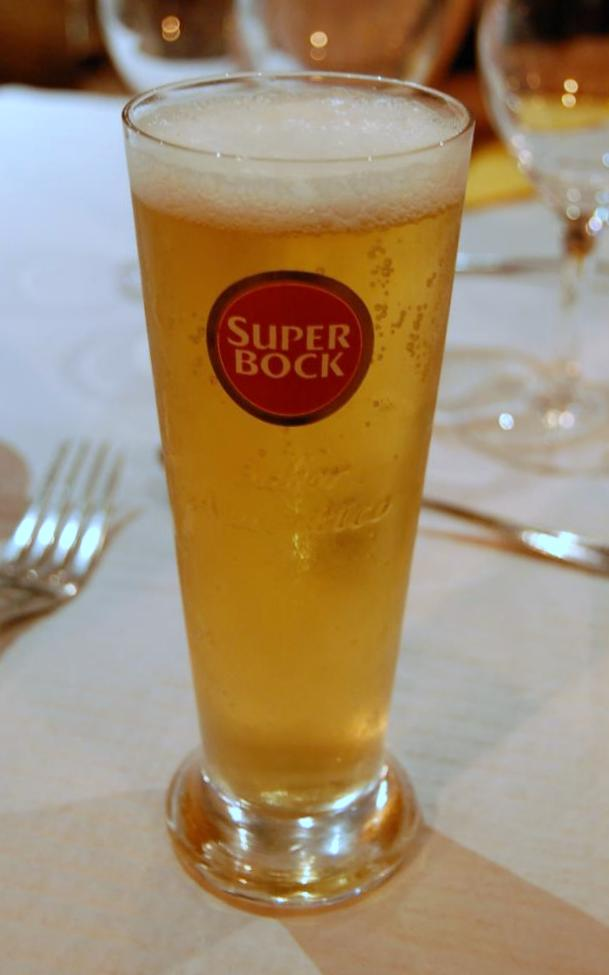

Super Bock – marka portugalskiego piwa należąca do grupy Unicer. Według danych agencji badawczej ACNielsen, w maju 2010 roku do Super Bock należało 43% portugalskiego rynku piwa. Wynik ten plasuje tę markę na drugim miejscu, tuż za piwem Sagres. W przeciwieństwie do swojego wywodzącego się z Lizbony konkurenta, Super Bock większą popularnością cieszy się na północy kraju, w rejonie Porto.
Mocny lager pod marką Super Bock po raz pierwszy trafił do sprzedaży w 1927 roku. Trunek produkowany jest w Leça do Balio na przedmieściach Porto.
W 1995 roku zainaugurowano sponsorowany przez markę festiwal muzyczny Super Bock Super Rock, natomiast trzy lata później Super Bock był sponsorem lizbońskiej wystawy światowej Expo ’98.
Piwo marki Super Bock dystrybuowane jest w 38 krajach (rozumiejąc przez to również terytoria takie jak Antyle Francuskie, czy Makau) na wszystkich zamieszkałych kontynentach.

## Odmiany
- Original – mocny lager, podstawowa odmiana piwa Super Bock o zawartości alkoholu 5,2%[4]. Zdobywca 28 kolejnych złotych medali Monde Selection da la Qualité, począwszy od 1977. Producent określa je jako złote piwo o bogatym, lekko owocowym aromacie i łagodnym smaku. Sprzedawane w butelkach o pojemności 200, 250 i 330 ml 1 l oraz puszkach o pojemności 330 i 500 ml[5][6].
- Abadia – utworzona w 2006 roku odmiana pilsnera o rubinowym kolorze, produkowana z wykorzystaniem szerokiego wyboru słodów i tradycyjnej, sięgającej Wieków Średnich receptury. Słodko-gorzkie piwo o słodowo-karmelowym aromacie zawiera 6,4% alkoholu. Dystrybuowane jest jedynie w butelkach o objętości 330 ml. Do średniowiecznej historii Abadii nawiązuje znajdująca się na etykiecie stylizowana rozeta z klasztoru w Leça do Balio[7][8].
  - W 2008 roku wprowadzono odmiany Gold i Rubi sprzedawane w butelkach o kształcie karafki i zawartości alkoholu 6,8%[3]. Pierwsza z nich to złote piwo o wytrawne wino o owocowym aromacie[9], zaś druga to czerwonawe i lekko słodkie piwo z nutami słodu i karmelu[10].
- Classic – mocne piwo stworzone w 2011 roku. Charakteryzuje się jasnozłotym kolorem, bogatym zapachem i zrównoważonym smakiem. Zawiera 5,8% alkoholu, a dystrybuowane jest w butelkach o pojemności 330 ml[11].
- Green – wprowadzone w 2004 roku lekkie piwo o smaku cytrynowym. Zawiera 4% alkoholu i sprzedawane jest w butelkach o pojemności 330 ml[12][13].
- Stout – ciemne piwo o karmelowym smaku typu stout zostało zainaugurowane w 2003 roku. Zawiera 5% alkoholu, a w sprzedaży znajdują się butelki o objętości 200 i 330 ml[14][15]
- Tango – wprowadzna w 2006 roku lekka odmiana o porzeczkowym smaku. Zawiera 4% alkoholu[16].
- Sem Álcool Original (też Super Bock Twin)[17] – zawierająca 0,5% alkoholu odmiana piwa Super Bock Original. Wprowadzone w 2005 roku a w sprzedaży w butelkach i puszkach o objętości 330 ml[18].
- Sem Álcool Preta – ciemne słodkie piwo o zawatości alkoholu 0,5%. Rozprowadzane w butelkach o objętości 330 ml[19].